# HMS Bienfaisant (1758)
HMS Bienfaisant (1758) — 64-пушечный линейный корабль 3 ранга Королевского флота, бывший французский Bienfaisant. Спущен на воду в 1754 году. Первый корабль Его Величества, названный HMS Bienfaisant.

## Служба

### Франция
Участвовал в Семилетней войне. Захвачен британцами 28 июля 1758 года при осаде Луисбурга. Bienfaisant и Prudent (74) были последними французскими кораблями, ещё оставшимися в гавани. Адмирал Боскавен приказал сделать набег. Prudent плотно сидел на мели, но диверсионная партия с HMS Aetna во главе с коммандером Джорджем Бальфуром (англ. George Balfour) успешно взяла и увела Bienfaisant. На следующий день крепость сдалась.

### Великобритания
Взят в британскую службу под названием HMS Bienfaisant.
1762 год — капитан Бальфур, Средиземное море, в эскадре сэра Чарльза Сондерса (англ. Charles Saunders). Находился там до 1765 года.
Участвовал в Американской революционной войне.
1777 год — капитан Джон Макбрайд, до начала 1781 года продолжал служить в своих водах.
1778 год — был у острова Уэссан, в белой (адмиральской) эскадре.
В конце 1779 года получил приказ идти в Гибралтар с адмиралом Родни для снабжения этой крепости. По пути они встретили испанскую эскадру и конвой в районе мыса Финистерре и взяли Guipuscoana (64). И конвой, и все вооруженные корабли были захвачены.
Позже Bienfaisant участвовал в бою в разгар шторма, в котором он и противостоящий корабль полностью оторвались от своих. После двух-трех попаданий, грот-стеньга противника рухнула за борт, но англичане были удивлены, не видя никакого ответного огня. На оклик был дан ответ: «что адмирал не намерен больше драться». Bienfaisant приказал им спустить флаг и отправил шлюпку; с ней прибыл дон Франсис Мельгарис (англ. Francis Melgaris), капитан, от которого они узнали, что противник был Fenix, в 80 пушек и 700 человек. Дон Франсиско Лангара, главнокомандующий, державший на нём свой флаг, был ранен. Погода все ухудшалась и капитан Макбрайд был вынужден лечь в дрейф на весь день и ночь. Когда погода умерилась, шлюпки снова могли пройти, но имея на борту Bienfaisant оспу и не желая занести инфекцию к противнику, он сделал адмиралу Лангара предложение, которое была принято:

Bienfaisant, в море. 18 января 1780.
Поскольку на борту корабля Его Величества Bienfaisant присутствует злокачественная оспа, чувство британского офицера не позволяет ему занести инфекцию даже и врагу. В свете этого соображения, и весьма храброй обороны, показанной адмиралом Лангара и его офицерами, капитан Макбрайд согласен, что ни офицеры, ни команда не будут сняты с Phoenix, взятого в плен кораблями Его Британского Величества Defence и Bienfaisant, причем адмирал Лангара отвечает за поведение своих людей и офицеров, а в случае встречи с любым испанским или французским военным кораблем, он не будет мешать лейтенанту Томасу Луису, его офицеру, в управлении и защите корабля до последней крайности, согласно его приказам, а если встретившись с превосходящими силами корабль будет отбит, а Bienfaisant сможет пробиться, адмирал Лангара, его команда и офицеры, должны считать себя военнопленными капитана Макбрайда, под их честное слово (которое, он уверен, для испанского офицера священно). Равным образом, если Bienfaisant будет взят, а Phoenix того избежит, то адмирал Лангара, его офицеры и проч., больше не будут пленными, но освобождаются немедленно. Короче говоря, они следуют судьбе Bienfaisant.
подписи: 

Джон Макбрайд 

Хуан де Лангара
Оригинальный текст (англ.)
Bienfaisant, at Sea. January 18th. 1780. 
The small pox being on board his majesty's ship Bienfaisant, of a malignant kind, the feelings of a British officer cannot allow him to introduce an infection even among his enemies. From this consideration, and the very gallant defence made by admiral Langara and his officers, captain Macbride consents, that neither officers nor men shall be removed from the Phoenix, taken by his Britannic majesty's ships Defence and Bienfaisant, admiral Langara being responsible for the conduct of his officers and men; and in case we fall in with any Spanish or French ships of war, he will not suffer lieutenant Thomas Louis, his officer, to be interrupted in conducting and defending the ship to the last extremity, agreeable to his orders; and if meeting with superior force the ship should be retaken, and the Bienfaisant fight her way clear, admiral Langara his officers and men, are to hold themselves prisoners of war to captain Macbride, upon their parole of honour (which he is confident with Spanish officers is ever sacred). Likewise, if the Bienfaisant should be taken, and the Phoenix escape, then admiral Langara, his officers & C. will no longer be prisoners, but freed immediately. In short, they follow the fate of the Bienfaisant.
SIGNED
JOHN MACBRIDE
JUAN DE LANGARA

Капитан Макбрайд был отправлен домой с новостями, но из-за неблагоприятных ветров, к сожалению, достиг Англии лишь через несколько дней после того, как прибыл капитан Эдвард Томпсон (англ. Edward Thompson) с копией.
Когда флот в марте пришел в Англию, капитан Макбрайд вернулся к командованию Bienfaisant и был направлен в канал Св. Георгия в поисках крупного частного французского корабля, в 64 пушки. Он нашел его у мыса Олд Хед в Кинсейл на рассвете 13 августа. После боя продолжительностью час и десять минут, в течение которых противник предпринял неудачную попытку абордажа, Count d’Artois сдался. У противника был 21 убитый и 35 раненых, в то время как Bienfaisant потерял 3 человека убитыми и 22 ранеными. Charon (44) вступил в бой под конец, и на нём один человек был легко ранен.
В декабре Bienfaisant обнаружил и взял в плен двух голландских приватиров, по 24 пушки каждый.

В 10 часов утра вчера увидел их, и они направились к нам весьма самоуверенно. Около двух часов я вступил бой с обоими, но обращал внимание только на одного, который был у нас на раковине, пока мы его как следует не подранили, а затем выдвинулись вперед и заавязали бой с другим, которого обстреляли с носа. Примерно через тридцать минут он сдался, мы направили к нему шлюпку, чтобы им овладеть, и повернули фордевинд за другим, который уходил, но также сдался по нашем подходе. Они оказались Hercules и Mars, два приватира из Амстердама, имевшие двадцать четыре девятифунтовых пушки и десять единорогов каждый; совершенно новые; ходят так же остро, как Artois и оснащены лучше всех приватиров, каких я когда-либо видел; стоят свыше 20 000 ливров; командуют ими два Хогенбома, отец и сын, из Флиссиингена.
Отец был хорошо известен в последнюю войну под кличкой Жесткое яблоко; водил шхуну приватир, с французским патентом, из Флиссиингена, и сделал много неприятностей нашей торговле; за ним посылали специально, чтобы командовать приватиром. Они вышли из Текселя 30 ноября, и взяли один наш рыбацкий смок.
Hercules должно быть имел сто шестьдесят четыре человека; четырнадцать были убиты и двадцать ранены. Mars сто сорок шесть человек, девять были убиты и пятнадцать получили ранения. У нас был один человек убит и шесть ранены.
Оригинальный текст (англ.)
At ten o'clock yesterday morning saw them, they stood for us with much confidence. About two o'clock I brought them both to action, but paid attention only to the one on our quarter till we had effectually winged her; then pushed forward and closed the other, which was engaged on our bow. In about thirty minutes she struck; we sent a boat on board to take possession, and wore round after the other, who was making off, but who also struck on our coming up. They proved to be the Hercules and Mars, two privateers from Amsterdam, mounting twenty-four nine pounders and ten cohorns each; are perfectly new; sail as high as the Artois and are the compleatest privateers I ever saw; they cost upwards of 20,000 L, commanded by two Hogenbooms, father and son, inhabitants of Flushing.
The father was well known in the last war by the nickname Hardapple; he had a schooner privateer, with a French commission, out of Flushing, and did much mischief to our trade; he was sent for on purpose to command these privateers. They sailed from the Texel on the 30th. November, and had taken one of our fishing smacks.
The Hercules had one hundred and sixty-four men on board; fourteen were killed and twenty wounded. The Mars one hundred and forty-six men; nine were killed and fifteen wounded. We had one man killed and six wounded.

В конце 1780 года капитан Макбрайд перешёл на HMS Artois (44).
1781 год — капитан Ричард Брэйтуэйт (англ. Richard Brathwaite). Сэр Хайд Паркер поднял свой флаг на HMS Fortitude, в качестве командующего эскадрой охранения балтийского конвоя в 700 «купцов», отходящего из Лейта. Возвращаясь с обратным конвоем, сэр Хайд Паркер, с 7 линейными кораблями, включая Bienfaisant, и 6 фрегатами, у Доггер-Банки столкнулись с голландской эскадрой адмирала Зутмана, имевшего столько же кораблей и тоже сопровождавшего конвой. В этом бою Bienfaisant потерял 6 человек убитыми и 21 ранеными, включая пушкаря.
1782 год — капитан Дж. Хауорт (англ. J. Howorth), ремонт в Плимуте, назначен в английские воды. В октябре был у мыса Спартель.
1794 год — лейтенант Э. Коллингвуд (англ. E. Collingwood); плавучая тюрьма в Плимуте.
1803 год — в резерве в Плимуте.
1805 год — лейтенант Роберт Браун (англ. Robert Brown).
1808 год — лейтенант Уильям Бойс (англ. William Boyce).
Разобран в 1814 году.